# KDbg

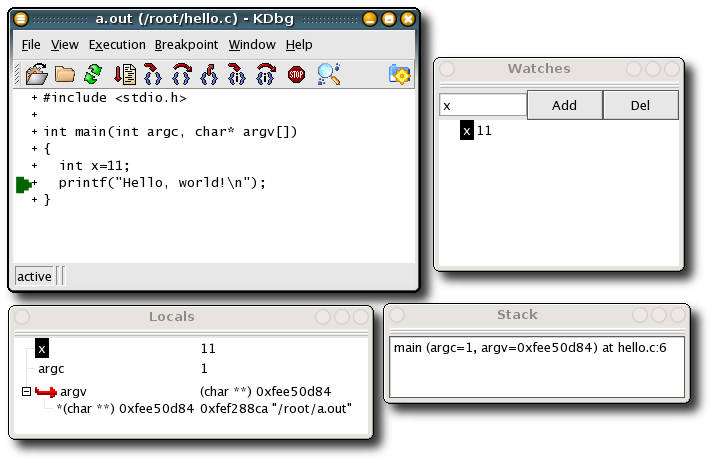

O KDbg é uma interface gráfica do utilizador constituída de software livre para o GNU Debugger.  O KDbg é implementado utilizando a arquitetura de componentes do KDE.